# Zahlzeichen
Ein Zahlzeichen oder Zahlsymbol ist eine Anordnung von Zeichen, die anstelle eines Wortes für eine Zahl steht. Die größte Verbreitung haben Zahlzeichen in speziell für Zahlen geschaffenen Schriftzeichen gefunden. Ein üblicherweise verwendetes Zahlzeichen ist das Ergebnis einer Zahlschrift. Mit einer kleinen Anzahl dieser Zeichen kann durch ihre Aneinanderreihung nach den Regeln eines Zahlensystems eine große Mannigfaltigkeit an Zahlen dargestellt werden.

## Zusätzliche Begriffe
Als Ziffer wird hier wie in der Mathematik ein Zeichen verstanden, mit dem einzeln oder im Verbund aus mehreren Ziffern eine Zahl dargestellt wird. Sie ist die kleinste Untergliederung, aus der das Zahlzeichen einer Zahl zusammengesetzt wird (abgesehen von Zusatzzeichen wie Komma).
Jeder Ziffer wird ein Ziffernwert zugeordnet. Er ergibt sich in einem Stellenwertsystem aus einem Abzählvorgang, in dem der Wert einer jeden Ziffer in der konventionellen Reihenfolge um jeweils eine Eins erhöht wird; siehe auch Stellenwertsystem#Ziffernvorrat. Dabei ist zu beachten, dass die Anfangsziffer vor dem ersten Zählschritt eine Null ist. Ihr Wert entspricht keiner Anschauung und bedeutet so etwas wie „leer“, „nichts“ oder „ohne Wert“. Im Dezimalsystem gibt es keine höherwertige Ziffer als die 9 mit dem Wert neun. Hingegen werden in verschiedenen Additionssystemen Ziffernwerte in größeren Sprüngen auf die Ziffern verteilt. So ist in der römischen Zahlschrift in der heute üblichen Form die höchstwertige Ziffer das M mit dem Wert tausend.
Jedem Zahlzeichen wird ein Zahlenwert zugeordnet. Die unterschiedlichen Zahlzeichen „12“ im Dezimalsystem, „1100“ im Dualsystem und „XII“ im römischen System stehen alle für denselben Wert wie in den deutschen Wörtern „zwölf“ und „ein Dutzend“.

## Geschichte
Das wohl älteste und einfachste Zahlzeichen ist eine Folge von parallelen Strichen jeweils mit dem Ziffernwert eins, wie es als Strichliste bis in die Gegenwart verwendet wird. Diese Zahlzeichen eignen sich gut für das Zählen im Bereich kleiner natürlicher Zahlen.
Für größere Zahlenwerte ist beispielsweise die griechische Zahlschrift entstanden, die in der Variante als Milesisches System 27 griechische Buchstaben als Ziffern verwendet. Ihre Werte sind über drei dekadische Stufen (der Einer, der Zehner und der Hunderter) mit je neun Ziffern verteilt (entsprechend der heutigen Darstellung 1–9, 10–90, 100–900). Der niedrigste Ziffernwert beträgt also eins, der höchste neunhundert. Zur Darstellung eines Zahlenwertes werden diese Ziffern gemäß dem Additionssystem zu Zahlzeichen zusammengefasst. Ähnliches gilt für die hebräische Zahlschrift. In der römischen Zahlschrift in der heute üblichen Form ist eine Straffung enthalten durch eine dekadische Stufung mit nur jeweils zwei Ziffernwerten, so dass sie mit nur sieben Buchstaben als Ziffern bis zum Ziffernwert tausend kommt. Allerdings müssen in den Zahlzeichen einzelne Ziffern bei Bedarf mehrfach geschrieben und ihre Werte addiert werden. Noch älter ist die ägyptische Zahlschrift in verschiedenen Entwicklungsstufen, die bildhafte Zeichen (Hieroglyphen) für Zehnerpotenz-Werte verwendet.
In verschiedenen Kulturkreisen der Welt haben sich für Zahlenangaben eigene Schriftzeichen entwickelt, die im Artikel Zahlschrift aufgeführt werden. Beispielsweise verwendet die babylonische Zahlschrift nur zwei verschiedene Ziffern und kommt damit durch die Verknüpfung des Additionssystems mit einer frühen Form des Stellenwertsystems bis zu beliebig großen Zahlenwerten. Besonders bedeutsam war die Erfindung der Zahl null in Indien, wodurch eine perfekte Ausbildung des Stellenwertsystems möglich wurde. Dieses wurde in einer Zahlschrift mit zehn verschiedenen Ziffern realisiert. Deren Entstehung und Ausbreitung wird im Artikel Arabische Zahlschrift beschrieben. Der Aufbau dieser Schrift hat dem Dezimalsystem zu fast weltweiter Verbreitung verholfen.
Eine besondere Art von Zahlzeichen weist die Knotenschrift Quipu des Inkareichs auf.

## Verwendung in Zahlensystemen
Jedes Zahlensystem benutzt nur eine begrenzte Anzahl verschiedener Ziffern, die nach genau festgelegten Regeln zu Zahlzeichen aneinandergereiht werden. Der Zahlenwert ergibt sich in Additionssystemen meistens unmittelbar aus der Summe der Ziffernwerte. In Stellenwertsystemen wird vor der Summierung noch jeder Ziffernwert mit einem Stellenwert multipliziert. Varianten dazu finden sich unter Zahlschrift.
Das bekannteste Stellenwertsystem ist das Dezimalsystem zur Basis 10 mit 10 verschiedenen Ziffern (0 bis 9). In bestimmten Zusammenhängen werden ferner das Binär- oder Dualsystem zur Basis 2 mit 2 verschiedenen Ziffern (z. B. 0 und 1) benutzt und das Sedezimal- oder Hexadezimalsystem zur Basis 16 mit 16 verschiedenen Ziffern (meistens 0,1,2,3,4,5,6,7,8,9,A,B,C,D,E,F). Als Ziffernwerte dienen hier natürliche Zahlen, deren Werte kleiner sind als die Basis. Jede Ziffer belegt eine Stelle. Die Anzahl an Stellen ist nicht begrenzt.
Das elementarste Additionssystem ist das Unärsystem („Strichliste“) mit einer einzigen Ziffer und deren Ziffernwert „eins“. Der zugehörige Zahlenwert ergibt sich durch Zählung. Ein in Mitteleuropa noch bekanntes Additionssystem ist das Römische Zahlensystem mit Buchstaben als Ziffern. Mit diesem werden nur natürliche Zahlen dargestellt. Durch Hinzunahme von Zeichen für Brüche sind auch positive rationale Zahlen möglich. Stellen gibt es nicht. Auch hier können mehrere gleiche Ziffern aneinandergereiht sein, die jede einzeln in ihrem Wert zählen. Die Werte der römischen Ziffern sind so verteilt, dass in einem Zahlzeichen höchstens vier gleiche Ziffern vorkommen können, bei Verwendung der Besonderheit der Subtraktionsregel höchstens drei.
Ziffern in Additionssystemen symbolisieren ihren Wert unabhängig von ihrer Position in der Zahl: Die Ziffer „V“ steht in der römischen Schreibweise immer für „fünf“. Dagegen wird in einem Stellenwertsystem ein Ziffernwert je nach Position in einem Ziffernverbund und je nach Basis mit einem Stellenwert gewichtet: Die „5“ in der Dezimalzahl 53 wird zehnfach gewichtet („fünfzig“), in der Zahl 35 einfach („fünf“). In der Hexadezimalzahl „5B“ steht die „5“ für 5·10, umgerechnet auf Dezimalzahl für 5·16.
Die Gewichtung einer Ziffer im Stellenwertsystem ist erst durch die Erfindung der Null möglich geworden. Ihr Vorhandensein ist die unabdingbare Voraussetzung für dieses System: Für die Dezimalzahl „hundertzwei“ wird 102 geschrieben. Obwohl im Wort eine Aussage über die Zehnerstelle fehlt, muss im Zahlzeichen diese Stelle vorhanden sein und mit einer Null belegt werden, damit die Eins an die für ihre Gewichtung richtige Stelle kommt.
In ostasiatischen Zehner-Zahlensystemen gibt es neben den Ziffern für die natürlichen Zahlen 1…9 zusätzlich Ziffern für Zehnerpotenzen. Letztere werden je mit einer Zahlziffer paarweise kombiniert. Der Zahlenwert ergibt sich multiplikativ innerhalb jeder Kombination und im Übrigen additiv. Ein Zeichen für etwas Fehlendes ist dann nicht erforderlich: Beispielsweise im japanischen Zahlensystem wird das Zahlzeichen 二千六 für „zweitausendsechs“ aus drei Ziffern gebildet mit den Werten zwei – tausend – sechs.

## Zusätzliche Zeichen
Für das zumindest in Europa übliche Zahlensystem haben sich Regeln zur Schreibweise von Zahlen ausgebildet. Beispielsweise werden Zahlzeichen mit Zeichen zur Dezimal- und Tausendertrennung versehen.
Für viele mathematische und physikalische Konstanten haben sich Formelzeichen bewährt, die die häufige Wiederholung von Ziffernfolgen vermeiden, beispielsweise das {\displaystyle \pi } für die Kreiszahl. Für eine solche Zahl oder Größe wird ein Buchstabe anstatt des Zahlzeichens verwendet.
Zahlen in ausgewählten Rechenoperationen können auch mittels allgemeiner mathematischer Zeichen angegeben werden. Beispiel mit Funktionszeichen, Bruchstrich, Wurzelzeichen: {\displaystyle \sin 60^{\circ }={\tfrac {1}{2}}{\sqrt {3}}}.